# Circo calesita
Circo calesita es el tercer álbum de la banda argentina de punk rock Bulldog.

## Descripción
Este disco presenta un cambio de estilo con respecto a los tres álbumes anteriores destacándose estos por su sonido punk. 
El tema Fatal destino contó con un videoclip. El tema "Antecedentes policiales" fue editado anteriormente en el demo del año 1991 Cementerio punk y el tema "Me hablaron de vos" ya había sido editado en el segundo demo de la banda Si yo!. En la tapa del CD se muestra a los integrantes de la banda en un Carrousel.

## Lista de canciones
1. «Circo calesita»
2. «Es así»
3. «3º D»
4. «La vida»
5. «Del corazón a las estrellas»
6. «Yo no lo sé»
7. «El mar está desierto»
8. «1999»
9. «Me hablaron de vos (sospechosa)»
10. «Fatal destino»
11. «Tal como sos»
12. «Crónicas (un día en la vida de...)»
13. «Que toma de mi mano»
14. «Habrá un Diablo, habrá un Dios»
15. «Antecedentes policiales»
16. «Circo calesita» (versión original)